# Polititapes
De tapijtschelpen (Polititapes) zijn een geslacht van tweekleppigen uit de  familie van de venusschelpen (Veneridae). De wetenschappelijke naam werd in 1900 gepubliceerd door Chiamenti.

## Soorten
- Polititapes aureus (Gmelin, 1791) (Gouden tapijtschelp)
- Polititapes durus (Gmelin, 1791)
- Polititapes lucens (Locard, 1886)
- Polititapes parvovalis Zettler & Alf, 2021
- Polititapes rhomboides (Pennant, 1777) (Gevlamde tapijtschelp)

Niet geaccepteerde soort:
- Polititapes virgineus (Linnaeus, 1767) sensu auct. → Polititapes rhomboides (Pennant, 1777)